# Заседнали
„Заседнали“ (на английски: The Holdovers) е американски комедиен драматичен филм от 2023 година на режисьора Александър Пейн.

## Сюжет
Внимание:  Текстът по-долу разкрива сюжета на произведението (или части от него)!
В навечерието на Коледа през 1970 г. строг и придирчив учител Пол Хънъм дава ниска оценка на един от учениците, който е син на филантропа на тяхното учебно заведение. В резултат на принципната позиция на Хънъм, синът на богаташа е лишен от възможността да се запише в Принстънския университет, разярен спонсор спира финансирането, а също толкова разгневеният директор на интерната оставя Пол да наблюдава група студенти, които не са ходили дом за целите коледни празници...

## Актьорски състав
| Актьор              | Роля |
| ------------------- | --- |
| Пол Джиамати        | Пол Хънъм – учител по литература в училище-интернат „Barton Academy“                                                              |
| Доминик Сеса        | Ангъс Тъли – ученик, държан в интернат през коледните празници                                                                    |
| Даван Джой Рандолф  | Мери Ламб – готвачка в интернат                                                                                                   |
| Кари Престън        | Лидия Крейн – служителка в интернат, приятелка на Пол                                                                             |
| Брейди Хепнър       | Теди Кунц – ученик, държан в интернат през коледните празници                                                                     |
| Иън Доли            | Алекс Олерман – ученик, държан в интернат през коледните празници, член на Църквата на Исус Христос на светиите от последните дни |
| Джим Каплан         | Пак Йе Джун – международен ученик от Корея, държан в интернат през коледните празници                                             |
| Майкъл Провост      | Джейсън Смит – ученик, държан в интернат през коледните празници, куотърбек от интернат                                           |
| Андрю Гарман        | Харди Удруф – директор на училище-интернат „Barton Academy“                                                                       |
| Нахим Гарсия        | Дани – портиер в интернат |
| Стивън Торн         | Томас Тъли – родният баща на Ангъс, хвърлен в психиатрична клиника                                                                |
| Джилиан Вигман      | Джуди Клотфелтер – майка на Ангъс                                                                                                 |
| Тейт Донован        | Стенли Клотфелтер – доведеният баща на Ангъс                                                                                      |
| Дарби Лили Лий-Стак | Елиза – приятелка на Ангъс |
| Кели Оукойн         | Хю Кавано – съученик на Пол в Харвард                                                                                             |
| Дан Ейд             | Кенет – ветеран от войната във Виетнам                                                                                            |